# 新中原町
新中原町（しんなかはらちょう）は横浜市磯子区の町名。丁番を持たない単独町名である。住居表示未実施。2025年（令和7年）5月31日現在の人口は0人である。

## 沿革
1959年2月から1963年10月にかけて根岸湾を埋め立て、1964年（昭和39年）3月24日に南隣の新杉田町とともに新設された。町名は、中原町（現・中原）の海側にあることから名づけられた。同様に、山側の地名に新を冠した町名は新磯子町・新森町・新杉田町がある。

## 地理
町の西側を国道357号・首都高速湾岸線が通り、町境近くをJR根岸線が通る。北側の新森町との境を大岡川分水路が流れ、川沿いは桜並木となっている。ほぼ全域をIHIの横浜工場で占められている。

## 事業所
2021年（令和3年）現在の経済センサス調査による事業所数と従業員数は以下の通りである。
| 町丁     | 事業所数 | 従業員数 |
| -------- | -------- | -------- |
| 新中原町 | 15事業所 | 2,450人  |

### 事業者数の変遷
経済センサスによる事業所数の推移。
| 年                 | 事業者数 |
| ------------------ | -------- |
| 2016年（平成28年） | 14       |
| 2021年（令和3年）  | 15       |

### 従業員数の変遷
経済センサスによる従業員数の推移。
| 年                 | 従業員数 |
| ------------------ | -------- |
| 2016年（平成28年） | 2,647    |
| 2021年（令和3年）  | 2,450    |

## 交通
磯子駅と新杉田駅の間のJR根岸線に接し、両駅から1km程度の距離である。路線バスは、朝夕に汐見台・洋光台とIHI工場前の「造船所前」停留所前を結ぶ、主として通勤者を対象とした横浜市営バス63系統が走る。磯子車庫前と下水処理場前を結ぶ横浜市営バス85系統が国道357号を通るが、町内に同路線の停留所はない。

## 施設
- IHI 横浜エンジニアリングセンター

## その他

### 日本郵便
- 郵便番号 : 235-0031[3]（集配局：磯子郵便局[9]）

### 警察
町内の警察の管轄区域は以下の通りである。
| 番・番地等 | 警察署     | 交番・駐在所 |
| ---------- | ---------- | ------------ |
| 全域       | 磯子警察署 | 磯子駅前交番 |

## 参考資料
- 『県別マップル 神奈川県広域・詳細道路地図』2006年4刷 昭文社 ISBN 9784398626998
- “横浜市町区域要覧” (PDF).   横浜市市民局 (2016年6月). 2022年9月6日閲覧。